# Serumamyloid A
Serumamyloid A (SAA) är en familj av apolipoproteiner förknippade med high-density lipoprotein (HDL) i plasma. Dessa proteiner produceras huvudsakligen i levern. Det finns fyra olika isoformer av SAA, som uttrycks på olika nivåer eller som svar på inflammatoriska stimuli. SAA1 och SAA2 är akutfasprotein medan SAA4 uttrycks i relativt konstant koncentration. SAA3 är en pseudogen och bildar alltså inte ett funktionellt protein.
Bevarande av dessa proteiner i hela serien av ryggradslösa djur och ryggradsdjur tyder på att de spelar en mycket viktig roll hos alla djur.
Hos vissa människor kan SAA1 och 2 bilda amyloid, vilket är ett proteinaggregat som deponeras i olika vitala organ, t.ex. mjälte, lever, njure, och hjärta och kan leda till AA-amyloidos. Deponeringen leder slutligen till organsvikt och död. Anledningen till att amyloid bildas är inte säker, men det har visats att förhöjda nivåer av SAA krävs under lång tid, vilket kan ske hos patienter med t.ex. reumatoid artrit eller familiär medelhavsfeber.
Det finns idag över 21 kända protein som kan ge upphov till amyloid. SAA är bara ett av dem.